# Nakano-seto Strait
Die Nakano-seto Strait ist (japanisch 中の瀬戸 Naka-no-seto, deutsch ‚Zentralstraße‘) ist eine sehr schmale Meerenge in der Inselgruppe Flatvær vor der Prinz-Harald-Küste des ostantarktischen Königin-Maud-Lands. Sie trennt die Ongul-Insel von der Ost-Ongul-Insel.
Wissenschaftler einer von 1957 bis 1962 durchgeführten japanischen Antarktisexpedition kartierten sie 1957 und gaben ihr ihren deskriptiven Namen in Anlehnung an die geographische Position der Meerenge innerhalb der Inselgruppe Flatvær. Das US-amerikanische Advisory Committee on Antarctic Names übertrug diese Benennung im Jahr 1968 ins Englische.